# 사하라 (1919년 영화)
사하라(Sahara)는 미국에서 제작된 아서 로슨 감독의 1919년 모험 영화이다. 루이스 글라움 등이 주연으로 출연하였고 앨런 드완 등이 제작에 참여하였다.

## 출연

### 주연
- 루이스 글라움
- 맷 무어

### 조연
- 팻 무어
- 나이젤 드 브룰리어